# Le amiche del sabato
Le amiche del sabato è stato un programma televisivo, spin-off de La vita in diretta, in onda su Rai 1 il sabato pomeriggio, dal 3 ottobre 2009 al 31 maggio 2014 condotto da Lorella Landi.

## Il programma
Il programma era un rotocalco nel quale quattro donne commentavano i temi della cronaca e dall’attualità con grandi ospiti della musica, dello sport, del cinema, della moda e delle fiction. Non mancavano le inchieste, i dibattiti e i servizi con collegamenti esclusivi con le storie dell’Italia.

## Edizioni
| Edizione | Periodo           | Periodo        | Conduzione    | Rete  | Studio                               |
| Edizione | Inizio            | Fine           | Conduzione    | Rete  | Studio                               |
| -------- | ----------------- | -------------- | ------------- | ----- | ------------------------------------ |
| 1ª       | 3 ottobre 2009    | 29 maggio 2010 | Lorella Landi | Rai 1 | Studio 3 del CPTV Rai di Via Teulada |
| 2ª       | 18 settembre 2010 | 4 giugno 2011  | Lorella Landi | Rai 1 | Studio 3 del CPTV Rai di Via Teulada |
| 3ª       | 17 settembre 2011 | 2 giugno 2012  | Lorella Landi | Rai 1 | Studio 3 del CPTV Rai di Via Teulada |
| 4ª       | 15 settembre 2012 | 1º giugno 2013 | Lorella Landi | Rai 1 | Studio 3 del CPTV Rai di Via Teulada |
| 5ª       | 5 ottobre 2013    | 31 maggio 2014 | Lorella Landi | Rai 1 | Studio 3 del CPTV Rai di Via Teulada |

## Audience
| Edizione | Rete televisiva | Anno      | Programmazione | Programmazione | Programmazione | Programmazione | Programmazione | Programmazione | Programmazione | Telespettatori | Share |
| Edizione | Rete televisiva | Anno      | L              | M              | M              | G              | V              | S              | D              | Telespettatori | Share |
| -------- | --------------- | --------- | -------------- | -------------- | -------------- | -------------- | -------------- | -------------- | -------------- | -------------- | ----- |
| 1ª       | Rai 1           | 2009-2010 |                |                |                |                |                |                |                | -              | -     |
| 2ª       | Rai 1           | 2010-2011 | 2.272.000      | 17,92%         |                |                |                |                |                |                |       |
| 3ª       | Rai 1           | 2011-2012 | 2.448.000      | 17,03%         |                |                |                |                |                |                |       |
| 4ª       | Rai 1           | 2012-2013 | 2.161.000      | 15,69%         |                |                |                |                |                |                |       |
| 5ª       | Rai 1           | 2013-2014 | 1.853.000      | 14,00%         |                |                |                |                |                |                |       |